# 姚南仲
姚南仲（730年—803年），字仲闻，唐代大臣，华州下邽（今陕西省渭南市东北）人。原籍湖州武康（今浙江德清），姚察弟姚最九世孙。 

## 生平
唐肃宗乾元元年（758年）姚南仲中制科登第，历任高陵、昭应、万年三县尉，授太子校书郎。迁为右拾遗、右补阙，与宰相常衮关系不错，常衮贬官，姚南仲贬为海盐县令。浙江东西道观察使韩滉辟姚南仲为推官，奏请朝廷任命姚南仲为殿中侍御史、内供奉，充支使。历左司兵部员外，转郎中。唐德宗时官至御史中丞、给事中、同州刺史、陕虢观察使。任郑滑节度使时，与监军宦官薛盈珍不谐，薛盈珍得德宗宠信，欲夺节度使姚南仲军政，姚南仲不从。薛盈珍不断向德宗诬毁姚南仲，德宗怀疑姚南仲。贞元十六年（800年），薛盈珍又遣小吏程务盈乘驿赴长安诬奏姚南仲之罪。姚南仲牙将曹文洽亦往长安，杀死程务盈，随后自杀。唐德宗得知真相后，任命姚南仲为尚书右仆射。贞元十九年（803年）七月，在长安宣平坊去世，年七十四岁。赠太子太保，谥贞。
《新唐书·艺文志》著录《姚南仲集》10卷，已佚。《全唐文》卷435存其文一篇。权德舆作《尚书右仆射姚公神道碑铭》。称姚南仲歌诗有逸韵，叙事为实录，皆据根柢而无枝叶，愔愔然君子硕儒之言。
| 前任： 贾耽 | 唐朝尚书右仆射 （非宰相） 800年—803年 | 繼任： 伊慎 |

## 延伸阅读
[在维基数据编辑]
 《舊唐書·卷153》，出自刘昫《舊唐書》
 《新唐書·卷162》，出自《新唐書》